# Fonds d'intervention pour les services, l'artisanat et le commerce
Le Fonds d’Intervention pour les Services, l’Artisanat et le Commerce (FISAC)  est un programme économique financé par l'État français. Il a été créé par l'article 4 de la loi no 89-1008 du 31 décembre 1989 modifié par la loi n° 2014-626 du 18 juin 2014 relative à l'artisanat, au commerce et aux très petites entreprises, codifiée à l'article L750-1-1 du code de commerce,  et par le décret n° 2015-542 du 15 mai 2015.  
Le FISAC est un outil d'accompagnement des évolutions des secteurs du commerce, de l'artisanat et des services. Il vise en priorité à préserver ou à développer un tissu d'entreprises de proximité, principalement de très petites entreprises. L'objectif d'intérêt général qu'il poursuit justifie que ses interventions ne peuvent, en aucun cas, avoir pour effet d'induire un enrichissement sans cause ou une distorsion de concurrence. Par ailleurs, les perspectives des projets aidés doivent être clairement exposées du point de vue de l'intérêt économique dans le cas d'opérations collectives ou de viabilité économique dans le cas d'aides individuelles.
Le FISAC a également pour vocation de répondre aux menaces pesant sur l’existence des services artisanaux et commerciaux de proximité dans des zones rurales ou urbaines fragilisées par les évolutions économiques et sociales liées, notamment, à l’insécurité.

## Les ressources du fonds
Les ressources du fonds d'intervention pour les services, l'artisanat et le commerce consistent, dans la limite d'un plafond de 100 millions d'euros, en une fraction de 15 % de la taxe sur les surfaces commerciales assise sur la surface de vente des magasins de commerce de détail, dès lors qu'elle dépasse 400 mètres carrés des établissements ouverts à partir du 1er janvier 1960 quelle que soit la forme juridique de l'entreprise qui les exploite (instituée par l'article 3 de la loi n° 72-657 du 13 juillet 1972).

## Les différents types d'opérations subventionnées
Les opérations éligibles, précisées dans l'article L 750-1-1,  sont destinées à favoriser la création, le maintien, la modernisation, l'adaptation ou la transmission des entreprises de proximité, pour conforter le commerce sédentaire et non sédentaire, notamment en milieu rural, dans les zones de montagne, dans les halles et marchés ainsi que dans les quartiers prioritaires de la politique de la ville. Elles sont également destinées à faciliter le retour à une activité normale des commerces de proximité après l'exécution de travaux publics réduisant l'accès de la clientèle à ces commerces.  
Le décret no 2008-1475 du 30 décembre 2008 précise qu'il existe quatre différents types d'opérations subventionnées par le FISAC. Les caractéristiques de ces opérations ont été précisées par la circulaire du 22 juin 2009 produite par le secrétariat d'état chargé du commerce, de l'artisanat, des petites et moyennes entreprises du tourisme et des services et signée par Hervé Novelli. Cette circulaire a été complétée et modifiée par la circulaire du 12 avril 2012 signée par Frédéric LEFEBVRE.
La procédure administrative d'instruction du FISAC a été précisée par la circulaire du 30 décembre 2010 signée par Frédéric LEFEBVRE. Cette instruction s'effectue d'abord à l'échelon régional par les Directions régionales des entreprises, de la concurrence, de la consommation, du travail et de l'emploi (DIRECCTE), puis à l'échelon national par la Direction générale de la compétitivité, de l'industrie et des services (DGCIS). La décision de financer l'opération, ou non, est prise par la Ministre de l'artisanat, du commerce et du tourisme. 

### Les opérations individuelles
Le but de ces opérations est de conserver un commerce de proximité dans les communes rurales, et d'inciter les propriétaires de locaux artisanaux, de commerce ou de service à réhabiliter ou à moderniser leurs locaux ou leurs équipements professionnels.  

#### Qui sont les bénéficiaires?
Les opérations individuelles concernent des entreprises de proximité, commerciales, artisanales ou de services, réalisant un chiffre d'affaires annuel inférieur à 1 million d'euros et implantées dans des communes dont la population est inférieure à 3 000 habitants. Le propriétaire du local commercial, artisanal ou de service implanté dans la commune peut-être l'exploitant ou une collectivité publique. Ces opérations concernent aussi les activités non sédentaires, qu'elles soient commerciales ou artisanales. 

#### Quelles dépenses sont éligibles au FISAC?
En ce qui concerne les entreprises sédentaires, les dépenses éligibles au FISAC sont les suivantes :
- les dépenses d'investissement relatives à la modernisation et à la sécurisation des entreprises et des locaux d'activité lorsque le bénéficiaire est, soit la collectivité territoriale propriétaire, soit l'exploitant ;
- l'acquisition par une collectivité publique, de locaux d'activité (hors fonds commerciaux), ces derniers devant être loués pendant au moins 10 ans ;
- l'aménagement des abords immédiats du commerce concerné, notamment pour en faciliter l'accès. Dans ce cas, le projet est porté par une collectivité publique ;
- les dépenses d'investissement visant à favoriser l'accessibilité des entreprises et des locaux d'activité aux personnes handicapées et aux personnes à mobilité réduite.

Pour les entreprises non sédentaires, les dépenses éligibles sont les dépenses afférentes à l'acquisition d'équipements professionnels directement rattachables à l'exercice de l'activité. Par exemple les véhicules de tournées, les vitrines réfrigérées...
Dans tous les cas, le projet doit être économiquement viable et ne doit pas induire de distorsion de concurrence.

#### Quelles sont les modalités d'intervention?
Le FISAC subventionne une part des dépenses du projet. Les taux d'intervention diffèrent en fonction des types de dépenses. Que la maîtrise d'ouvrage soit privée ou publique, le taux maximum d'intervention est de 40 % pour les dépenses d'investissement portant sur la sécurisation des entreprises et des locaux d'activité et pour celles visant à faciliter l'accessibilité aux personnes handicapées et aux personnes à mobilité réduite. Pour les autres dépenses d'investissement matériel, que la maîtrise d'ouvrage soit privée ou publique, le taux d'intervention est au maximum de 30 %. 
Quand la maîtrise d'ouvrage est publique, les taux de 30 % et de 40 % sont applicables jusqu'à un plafond de dépenses subventionnables de 800 000 € H.T. Au-delà de ce seuil, le taux maximum d'intervention est fixé à 10 %.
Quand la maîtrise d'ouvrage est assurée par une entreprise, le montant des dépenses subventionnables est limité à 75 000 €.

### Les opérations collectives
Les opérations collectives concernent un ensemble d'entreprises, dans un secteur géographique donné, fragilisé par l'évolution démographique ou par une situation économique particulièrement difficile, et dont le chiffre d'affaires est inférieur à 1 million d'euros hors taxes, y compris la taxe intérieure de consommation sur les produits énergétiques. En outre, la surface de vente des entreprises à vocation alimentaire ne peut excéder 400 m². La maîtrise d'ouvrage de ces opérations est nécessairement réalisée par un acteur public, contrairement aux opérations individuelles, : elles sont conduites par une commune, un organisme public de coopération intercommunale , une chambre de commerce et d'industrie, une chambre de métiers et de l'artisanat ou une société d'économie mixte locale mentionnée  qui déterminent le périmètre de chaque opération. Les opérations collectives sont exécutées dans un délai de trois ans à compter de la date de notification de la décision d'attribution de la subvention au bénéficiaire. 
Il existe trois types d'opérations collectives :

#### Les opérations urbaines
Les opérations urbaines concernent les communes ou les groupements de communes de plus de 3000 habitants. Elles sont destinées à préserver et à aider les entreprises de commerce, d'artisanat et de services à s'adapter dans un nouvel environnement économique et à se fortifier.

### Les actions collectives spécifiques
Ce sont des actions ponctuelles et exceptionnelles, décidées par le ministre ou le secrétaire d'État chargé du FISAC. À la suite de la tempête Xynthia par exemple, le secrétaire d'Etat du commerce, de l'artisanat, des professions libérales, des services et du tourisme, Hervé Novelli, décide de débloquer des fonds avec le FISAC. Les subventions sont destinées aux très petites entreprises artisanales et commerciales de moins d'1 million d'€ de CA H.T qui ont été touchées par le sinistre. D'après ce qui a été déclaré, ces subventions seraient de 10 000 € maximum par entreprise.

## Les dossiers instruits et les fonds distribués
Dans un rapport du Sénat des données statistiques sont fournies :  dans le cadre de la campagne 2015-2016, la DGE a été saisie de 324 demandes au titre du FISAC, représentant une demande d'aide globale de 36 millions d'euros. 184 dossiers d'opérations individuelles en milieu rural ont été instruits, les dossiers ayant été présentés à parité par des maîtres d'ouvrage publics et par des maîtres d'ouvrage privés. Le total des aides demandées s'est élevé à près de 6 millions d'euros (dont 4 millions par les maîtres d'ouvrage publics). Le comité de sélection a émis un avis favorable à l'octroi de subventions au bénéfice de 105 opérations pour un montant total de 2,9 millions d'euros. Les décisions d'attribution de subventions ont été signées par la ministre chargée du commerce et de l'artisanat le 14 juin 2016. Il a en revanche émis un avis défavorable pour 79 dossiers, représentant un montant d'aides sollicitées de 2,3 millions d'euros pour : 22 opérations qui ne respectaient pas les dispositions réglementaires régissant le FISAC, en raison d'une distorsion de concurrence, d'une incertitude sur la viabilité du projet, d'une localisation hors du centre-bourg ou d'un investissement inéligible ; pou 47 dossiers qui ne respectaient pas le règlement d'appel à projets et, principalement, ne répondaient à aucune des priorités thématiques obligatoires précitées ; et pour 10 projets qui présentaient des incertitudes quant à leur viabilité compte tenu des conditions de leur financement.
En ce qui concerne les opérations collectives, dont les dossiers de candidature devaient être déposés auprès des DIRECCTE, la DGE a réceptionné 140 dossiers, sollicitant 31 millions d'euros d'aide potentielle.